# 辻史子
辻 史子（つじ ふみこ、1971年11月12日 - ）は、日本のフリーアナウンサー。オールウエーブ・アソシエツ所属。かつては地元高知県の放送局（テレビ高知を除く）を渡り歩いた。

## 人物・経歴
高知県香美郡土佐山田町（現在の香美市）出身。土佐女子中学・高等学校を経て武蔵野女子大学短期大学部を卒業後、NHK高知放送局の契約キャスターとなり、『イブニングネットワークこうち』キャスターを務めた。NHK高知との契約満了後は高知放送（アナウンサーではない）に移り、夕方のワイドニュース番組などを担当した。
1997年に開局した高知さんさんテレビに1期生のアナウンサーとして入社した。小さな会社のため、アナウンス以外の業務も行うこととなり、報道部に所属し、記者も兼務していた。
2000年に高知さんさんテレビを退社し、フリーとなった。

## 担当番組

### NHK高知放送局
- イブニングネットワークこうち

### 高知放送
- こうちNOW（天気などを担当）、RKC伝言板、快傑!ビリビリナイト（深夜バラエティ）

### 高知さんさんテレビ
- めざましテレビリポーター
- SUNSUNザ・ヒューマン
- SUNSUNスーパーニュース

### フリー転身後
- ザ!情報ツウ（リポーター）
- こちら浦安情報局（千葉県浦安市の情報番組）
- ラジオ日本ニュース担当[1]